# Friedrich Ludwig von der Trenck
Friedrich Ludwig von der Trenck (* 1. September 1731 im Hof Bilckefeldt, Ksp. Gr. Legitten, Kr. Wehlau; † 13. November 1797 in Olecko) war ein preußischer Generalmajor und zuletzt Chef des Husarenregiments Nr. 3.

## Leben

### Herkunft
Seine Eltern waren Ludwig von der Trenck (* 30. Dezember 1699; † 25. Mai 1751) und dessen Ehefrau Katharina Charlotte, geborene von Arnstedt aus dem Haus Borken, Tochter von Christoph Ulrich von Arnstedt.  Sein Vater war Hauptmann und Kompaniechef in Garnisonsregiment Nr. 11, sowie Erbherr auf Perkuiken.

### Militärkarriere
Im Jahr 1749 wurde Trenck Gefreitenkorporal im Infanterieregiment „Lehwaldt“, kam dann aber als Junker in das Husarenregiment „Ruesch“. Dort wurde er am 28. Dezember 1752 Kornett. Während des Siebenjährigen Krieges nahm er an den Schlachten bei
Groß-Jägersdorf, Kay und Kunersdorf sowie am Feldzug in Pommern teil. In der Zeit wurde er am 29. September 1758 Sekondeleutnant, am 13. Februar 1760 Premierleutnant, am 19. Januar 1762 Stabsrittmeister und am 23. September 1763 Rittmeister und Eskadronchef. Am 14. Juli 1773 wurde er Major im Husarenregiment Nr. 5. Er kämpfte im Bayerischen Erbfolgekrieg und erhielt am 31. Oktober 1778 den Orden Pour le Mérite. Am 2. März 1786 wurde er Oberstleutnant und am 2. Juni 1788 Oberst. Am 18. Juni 1788 erhielt Trenck dann die Stelle als Kommandeur des Husarenregiments Nr. 5, ab dem 29. Dezember 1791 erhielt er eine Gehaltserhöhung von 600 Talern jährlich, die bis zu seiner Ernennung zum Regimentschef gezahlt wurde. Er wurde dann am 13. April 1792 zum Chef des Husarenregiments Nr. 7 in Schneidemühl ernannt. Er wurde am 9. Januar 1793 Generalmajor und kämpfte 1794/95 während des Kościuszko-Aufstands in Polen. Am 24. Juni 1796 wurde er Chef des Husarenregiments „Koehler“. Im Frühjahr erlitt er einen Schlaganfall der seinen linken Fuß lähmte, von dem er sich nicht wieder erholte. Am 17. September 1797 erhielt er seine Demission und eine jährliche Pension von 1000 Talern und dazu am 4. Oktober 1797 die Genehmigung weiter die Regimentsuniform zu tragen. Er starb bereits am 13. November 1797 in Oletzko.

### Familie
Trenck heiratete 1768 Eleonore Elisabeth von Zedmar (* 1752; † 19. Januar 1812), eine Nichte seines ehemaligen Chefs, des Generalleutnants Daniel Friedrich von Lossow. Das Paar hatte mehrere Kinder, darunter:
- Friederike Juliane (* 1768)
- Charlotte Eleonore Sophie (* 28. November 1769; † 1837)

⚭ 1790 Ludwig von Ingersleben, Leutnant im Husarenregiment Nr. 5
⚭ 26. Juli 1797 Alexander Gottlob de la Chevallerie († 30. März 1833), Oberst
- Henriette Auguste (* 28. Januar 1772) ⚭ Ferdinand August Ludwig von der Groeben, Leutnant
- Friederike (* 1779)
- Hedwig (* 1782)
- Anna Marie Elisabeth (* 1785) ⚭ 26. September 1809 Karl Friedrich Wilhelm Fleischer, Schauspieler
- Wilhelm Günter Erdmann (* 6. Juli 1788), Leutnant im Infanterieregiment Nr. 11, ab 1806 in russischen Diensten
- Karl Ludwig (* 18. Mai 1792)